# Swing Charlebois Swing
Albums de Robert Charlebois
Longue distance
(1976) Solide
(1979)
Swing Charlebois Swing est le douzième album de Robert Charlebois, sorti en 1977. Frank Zappa y joue la guitare solo sur la dernière chanson de l'album, Petroleum.

## Titres
| 1.    | Garde-moi                                      | Jean-Claude Collo / Robert Charlebois  | 3:50 |
| 2.    | Je l'savais                                    | Réjean Ducharme / Robert Charlebois    | 3:20 |
| 3.    | Treize ans                                     | Robert Charlebois                      | 4:30 |
| 4.    | Le tango à carreaux                            | Robert Charlebois                      | 3:20 |
| 5.    | Mom and dad                                    | Robert Charlebois                      | 4:00 |
| 6.    | L'été passe                                    | Robert Charlebois                      | 3:45 |
| 7.    | Le Léthé                                       | Charles Baudelaire / Robert Charlebois | 2:25 |
| 8.    | Larme                                          | Arthur Rimbaud / Robert Charlebois     | 2:25 |
| 9.    | Rhapsodie pour Victor                          | Réjean Ducharme / Robert Charlebois    | 6:45 |
| 10.   | Petroleum (avec Frank Zappa à la guitare solo) | Robert Charlebois                      | 2:40 |
| 36:35 |                                                |                                        |      |

## Personnel
- Robert Charlebois : Chant
- Marcel Beauchamp : Claviers, arrangements
- Jean-Marie Benoit : Guitares
- Daniel Hubert : Basse
- Richard Provençal : Batterie

## Musicien invité
- Frank Zappa : Guitare solo sur Petroleum